# Фантастическая сага
«Фантастическая сага» (англ. The Technicolor Time Machine, также The Time Machined Saga) — роман американского писателя-фантаста Гарри Гаррисона, написанный в 1967 году.

## Сюжет
Кинотрест «Клаймектик студиоз», находящийся под руководством директора Л. М. Гринспена, находится на грани банкротства. Но Барни Хендриксон — один из продюсеров компании — узнает об открытии профессора Хьюитта — времеатроне или попросту — машине времени. Чтобы спасти студию, Барни должен в ближайший понедельник представить банковским ревизорам готовую картину. Спешно принимается решение снимать картину об открытии Северной Америки викингами в конце X — начале XI веков.
Съёмочная группа отправляется на Оркнейские острова, где договаривается с викингом Оттаром об отплытии в Винланд и основании поселения для более натуралистичных съёмок фильма.
В конце создатели фильма «Викинг Колумб» сталкиваются с парадоксом: фильм был снят, потому что был открыт Винланд или Винланд был открыт, потому что был снят фильм, поскольку Оттар оказался тем самым Торфинном Карлсефни — викингом, основавшим первое норвежское поселение в Винланде. А имя Барни Хендриксона (слегка изменившееся, но всё ещё узнаваемое) встречается в исландских сагах, «Саге об Эрике Рыжем» (Eiríks saga rauða) и «Саге о гренландцах» (Grœnlendinga saga), как Бьярни Херюльфссон — мореплаватель, который оказался на восточном берегу Америки в конце X века.

## Персонажи
- Л. М. Гринспэн — владелец киностудии, которую должны были посетить ревизоры.
- Барни Хендриксон — один из продюсеров компании, движущая сила всего проекта и центральный персонаж произведения.
- профессор Хьюитт — создатель времеатрона.
- Йенс Лин — профессор Калифорнийского университета Лос-Анджелеса, филолог. В результате экспедиции стал признанным специалистом по древнеисландскому языку.
- Слайти Тоув — исполнительница главной женской роли (Гудрид) в фильме «Викинг Колумб», жена Оттара, родила ему в Винланде сына Снорри, названного в честь одного из гномов в «Белоснежке».
- Чарли Чанг — сценарист фильма.